# Фотон (фотоаппарат)
Фото́н — советский дальномерный фотоаппарат одноступенного фотопроцесса.
Выпускался Красногорским механическим заводом (КМЗ) с 1969 по 1972 и с 1974 по 1976 годы.
Фотоаппаратов «Фотон» было выпущено 1839 шт.
Выпуск прекращён из-за недостаточного производства светочувствительных фотоматериалов.

## Технические характеристики
- Тип применяемого фотоматериала — специальный светочувствительный материал одноступенного процесса «Момент», рассчитанный на получение 8 чёрно-белых или 6 цветных снимков.[2]
  - Фотоматериал «Момент» совместим с кассетами Polaroid типа 42, 47, 48.
- Размер кадра — 73×96 мм.
- Корпус с тремя открывающимися крышками для зарядки фотоматериала.
- Фотографический затвор центральный, выдержки 1/125 сек, 1/30 сек и «В».
- Штатный объектив — «Индустар-77» 5,6/120.
- Видоискатель совмещён с дальномером, увеличение окуляра 0,52×. В поле зрения видоискателя имеется подсвеченная рамка для компенсации параллакса (съёмка с расстояния 2 метра).
- База дальномера 65 мм.
- Обойма для крепления фотовспышки.
- Стоимость фотоаппарата составляла 108 рублей.
- На КМЗ были разработаны прототипы фотоаппаратов «Фотон» другой конструкции, серийно не выпускались.